# Omnipol
Az Omnipol a. s. részvénytársasági formában működő csehországi vállalat, amely hadiipari termékek és egyéb védelmi technológiák kereskedelmével foglalkozik. Székhelye Prágában található. 
A céget 1934-ben alapították a Škoda Plzeň termékeivel való barterkereskedelem céljából. 1938-ban részvénytársasággá alakult. Az 1950-es évek második felétől az Omnipol lett az egyik legfőbb csehszlovák állami külkereskedelmi vállalat, amely a csehszlovák repülőgépipar és hadiipar termékeivel kereskedett külföldön. Több mint 60 országgal állt kapcsolatban.b Az 1990-es évek elején bővült a tevékenységi köre és más technológiák (élelmiszeripari berendezések, biogázüzemek)  exportjával és importjával, valamint ilyen projektek finanszírozásával is foglalkozik.
1996-ban privatizálták és a Chemapol csoport vásárolta meg. 1998-ban a céget Richard Háva üzletember és vállalkozó vásárolta meg. A cég később Richard Háva két fia, Petr Háva és Martin Háva tulajdonába került, akik az OMO Holding a.s. vagyonkezelő cégen keresztül birtokolják.
Napjainkban a védelmi iparágból az elektronikai ágazat és a repülőgépipar a legjelentősebb. 2007-ben az Omnipol tulajdonába kerölt a Česká letecká servisní a.s. cég. Az Omnipol csoporthoz tartozik 2011-től a radarberendezéseket és repülésirányítási elektronikai rendszereket gyártó ERA Pardubice. Az Omnipol 2015-ben stratégiai együttműködési megállapodást között az Aero repülőgépgyárral és finanszírozza az L–39NG repülőgép fejlesztési projektjét. Ugyancsak 2015-ben került az Omnipolhoz a járműipari részegységeket, automatizálási és méréstechnikai berendezéseket gyártó Poličkai Gépgyár.
2020 májusától az Omnipol csoporthoz tartozó AERO International s.r.o. az  AERO Investment Partners Zrt. cégen keresztül 49%-os kisebbségi tulajdonosa az Aero repülőgépgyárnak. (Az AERO Investment Partners Zrt. 51%-a Tombor András magyar üzletember tulajdonában van.) Az Aero operatív irányítását az Omnipol végzi.